# Championnats du monde de slalom (canoë-kayak) 2023
Navigation
Édition précédente Édition suivante
Les Championnats du monde de canoë-kayak slalom 2023, quarantième troisième édition des championnats du monde de slalom en canoë-kayak, ont lieu du 19 au 24 septembre 2023 au Stade d'eaux vives du centre aquatique Lee Valley White près de Londres à Augsbourg, au Royaume-Uni. Le site a déjà accueilli les Jeux olympiques d'été de 2012 et les championnats du monde en 2015.
Les athlètes ont la possibilité de décrocher quotas pour leur nation en vue des Jeux olympiques de Paris 2024.

## Résultats

### Hommes
| Épreuve        | Or                                                      | Or    | Argent                                                  | Argent | Bronze                                                        | Bronze |
| Canoë          | Canoë                                                   | Canoë | Canoë                                                   | Canoë  | Canoë                                                         | Canoë  |
| -------------- | ------------------------------------------------------- | ----- | ------------------------------------------------------- | ------ | ------------------------------------------------------------- | ------ |
| C1             | Benjamin Savšek                                         | 97.40 | Nicolas Gestin                                          | 98.58  | Paolo Ceccon                                                  | 98.90  |
| C1 par équipe  | France- Nicolas Gestin - Jules Bernardet - Lucas Roisin | 99.17 | Royaume-Uni- Adam Burgess - Ryan Westley - James Kettle | 99.20  | Italie- Roberto Colazingari - Raffaello Ivaldi - Paolo Ceccon | 100.31 |
| Kayak          |                                                         |       |                                                         |        |                                                               |        |
| K1             | Joseph Clarke                                           | 91.32 | Jiří Prskavec                                           | 93.26  | Mathis Soudi                                                  | 93.91  |
| K1 par équipe  | Tchéquie- Jiří Prskavec - Vít Přindiš - Jakub Krejčí    | 91.76 | France- Boris Neveu - Titouan Castryck - Benjamin Renia | 92.99  | Pologne- Mateusz Polaczyk - Michał Pasiut - Dariusz Popiela   | 95.23  |
| Slalom extrême | Joseph Clarke                                           | NC    | Boris Neveu                                             | NC     | Martin Dougoud                                                | NC     |

### Femmes
| Épreuve        | Or                                                             | Or     | Argent                                                         | Argent | Bronze                                                          | Bronze |
| Canoë          | Canoë                                                          | Canoë  | Canoë                                                          | Canoë  | Canoë                                                           | Canoë  |
| -------------- | -------------------------------------------------------------- | ------ | -------------------------------------------------------------- | ------ | --------------------------------------------------------------- | ------ |
| C1             | Mallory Franklin                                               | 108.05 | Kimberley Woods                                                | 108.47 | Jessica Fox                                                     | 108.94 |
| C1 par équipe  | Royaume-Uni- Mallory Franklin - Kimberley Woods - Ellis Miller | 112.45 | Tchéquie- Gabriela Satková - Tereza Fišerová - Tereza Kneblová | 114.55 | Slovénie- Eva Alina Hočevar - Alja Kozorog - Lea Novak          | 115.32 |
| Kayak          |                                                                |        |                                                                |        |                                                                 |        |
| K1             | Jessica Fox                                                    | 103.60 | Eliška Mintálová                                               | 104.73 | Klaudia Zwolińska                                               | 105.00 |
| K1 par équipe  | Australie- Jessica Fox - Noemie Fox - Kate Eckhardt            | 108.62 | Espagne- Maialen Chourraut - Laia Sorribes - Olatz Arregui     | 108.91 | Royaume-Uni- Mallory Franklin - Kimberley Woods - Phoebe Spicer | 109.02 |
| Slalom extrême | Kimberley Woods                                                | NC     | Camille Prigent                                                | NC     | Eva Terčelj                                                     | NC     |

## Tableau des médailles
- Pays organisateur ( Grande-Bretagne)

| Rang  | Nation      | Or | Argent | Bronze | Total |
| ----- | ----------- | -- | ------ | ------ | ----- |
| 1     | Royaume-Uni | 5  | 2      | 1      | 8     |
| 2     | Australie   | 2  | 0      | 1      | 3     |
| 3     | France      | 1  | 4      | 0      | 5     |
| 4     | Tchéquie    | 1  | 2      | 0      | 3     |
| 5     | Slovénie    | 1  | 0      | 2      | 3     |
| 6     | Espagne     | 0  | 1      | 0      | 1     |
| 6     | Slovaquie   | 0  | 1      | 0      | 1     |
| 8     | Italie      | 0  | 0      | 2      | 2     |
| 8     | Pologne     | 0  | 0      | 2      | 2     |
| 10    | Maroc       | 0  | 0      | 1      | 1     |
| 10    | Suisse      | 0  | 0      | 1      | 1     |
| Total | Total       | 10 | 10     | 10     | 30    |